# Рікудзен-Таката

39°0′55″ пн. ш. 141°37′46″ сх. д. / 39.01528° пн. ш. 141.62944° сх. д.
Рікудзе́н-Така́та (яп. 陸前高田市, りくぜんたかたし, МФА: [ɾʲikud͡zeɴ takata ɕi̥]) — місто в Японії, в префектурі Івате.

## Короткі відомості
Розташоване в південно-східній частині префектури, на березі Тихого океану. Виникло на основі рибацького поселення раннього нового часу. Засноване 1 квітня 1948 року шляхом об'єднання містечок Таката, Кесен, Хірота та сіл Отомо, Йонесакі, Яхаґі, Такекома, Йокота. 11 березня 2011 року 80% міста було зруйновано гігантським цунамі, спричиненого Великим тохокуцьким землетрусом. Основою економіки міста є рибальство, розведення риби і мушлевих, харчова промисловість, переробка морепродуктів, лісопереробка, туризм. Місто є місцем гніздування чорнохвостих мартинів. Станом на 1 жовтня 2007 площа міста становила 232,29 км². Станом на 1 вересня 2008 населення міста становило 23 707 осіб.